# Duetos (álbum de Rocío Dúrcal)
Duetos es un álbum póstumo de la cantante española Rocío Dúrcal, dirigido y realizado por Carlos Cabral “Junior”. Fue lanzado al mercado el 25 de agosto de 2009 bajo el sello discográfico Sony Music. Este álbum realizado como un homenaje a la artista, incluye una selección de canciones grabadas por Rocío Dúrcal, originalmente editadas por la empresa Ariola Eurodisc, pero esta vez tomando las pistas de su voz provenientes de las cintas maestras de sus temas más exitosos, para unirlos a dúo con artistas de la actualidad además de duetos realizados en vida de la cantante con otros artistas. Su primer sencillo, fue el tema "Sombras... Nada Más" en el cual se usó la pista vocal del fallecido cantante y actor mexicano Javier Solís con el acompañamiento de un conjunto de boleros y trío de voces.

## Lista de temas

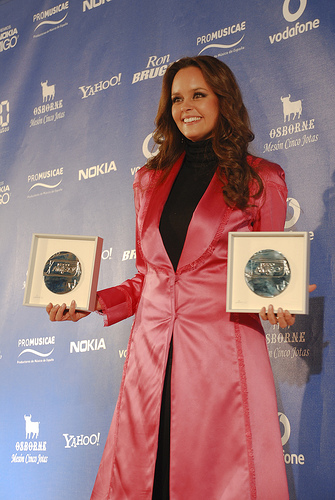
Shaila Dúrcal Interpreta por medio virtual a dúo la canción "Amor Eterno".

|     | Título                                                 | Autor(es)                        | Duración |
| --- | ------------------------------------------------------ | -------------------------------- | -------- |
| 1.  | Sombras... Nada Más (A Dúo Con Javier Solís)           | José María Contursi              | 3:41     |
| 2.  | Infiel (A Dúo Con Kany García)                         | Víctor Yunés Castillo            | 3:21     |
| 3.  | No Sirvo Para Estar Sin Ti (A Dúo Con María José)      | Rafael Pérez Botija              | 3:59     |
| 4.  | Cómo Han Pasado Los Años (A Dúo Con Reyli)             | Rafael Ferro / Roberto Livi      | 3:31     |
| 5.  | La Gata Bajo La Lluvia (A Dúo Con Edith Márquez)       | Rafael Pérez Botija              | 3:46     |
| 6.  | Y nos dieron las diez (A Dúo Con Joaquín Sabina)       | Joaquín Sabina                   | 5:10     |
| 7.  | Costumbres (A Dúo Con Pandora)                         | Juan Gabriel                     | 4:03     |
| 8.  | De Qué Manera Te Olvido (A Dúo Con Víctor García)      | Federico Méndez Tejeda           | 2:58     |
| 9.  | Si Nos Dejan (A Dúo Con Franco De Vita)                | José Alfredo Jiménez             | 3:29     |
| 10. | La Hora Del Adiós (A Dúo Con Dyango)                   | Ray Giraldo                      | 4:20     |
| 11. | Si Piensas... Si Quieres... (A Dúo Con Roberto Carlos) | Roberto Livi / Alejandro Vezzani | 3:52     |
| 12. | Jamás Te Dejaré (A Dúo Con Antonio Morales "Junior")   | Rafael Pérez Botija              | 3:33     |
| 13. | Déjame Vivir (A Dúo Con Juan Gabriel)                  | Juan Gabriel                     | 3:45     |
| 14. | Cucurrucucú Paloma (A Dúo Con Guadalupe Pineda)        | Tomás Méndez Sosa                | 4:33     |
| 15. | Amor Eterno (A Dúo Con Shaila Dúrcal)                  | Juan Gabriel                     | 6:30     |

## Listas musicales
| Año  | País           | Lista                      | Mejor Posición           |
| ---- | -------------- | -------------------------- | ------------------------ |
| 2009 | Estados Unidos | Billboard Latin Pop Albums | 8 (22 Weeks On Chart)    |
| 2009 | Estados Unidos | Billboard Top Latin Albums | 35 (14 Weeks On Chart)   |
| 2009 | México         | Mexican Albums Chart       | 25 (13 Semanas En Lista) |